# Kościół Świętego Wojciecha w Opawie
Kościół Świętego Wojciecha (cz. Kostel svatého Vojtěcha) – świątynia rzymskokatolicka w Opawie, w najstarszej części miasta, zbudowana w stylu barokowym. Należy do parafii Wniebowzięcia Najświętszej Marii Panny w diecezji ostrawsko-opawskiej.

## Historia
Kościół został zbudowany w latach 1675–1678 przez zakon jezuitów na miejscu wcześniejszego, noszącego wezwanie św. Jerzego. Budynek, tak jak inne kościoły jezuickie jest wzorowany był na rzymskim kościele Il Gesù. Autorem fresków znajdujących się we wnętrzu jest František Řehoř Ignác Eckstein. Podczas II wojny światowej kościół spłonął. W 1958 świątynię wpisano do rejestru zabytków. Kościół należy do Parafii Wniebowzięcia Najświętszej Marii Panny z siedzibą w konkatedrze. Przed kościołem w 1675 roku ustawiono kolumnę maryjną fundacji hrabiego Jiří Štěpána z Vrbna, wzorowaną na kolumnie z wiedeńskiego placu Am Hof.